# Federazione calcistica della Guyana francese
La Federazione calcistica della Guyana francese, ufficialmente Ligue de Football de Guyane, fondata nel 1962, è il massimo organo amministrativo del calcio in Guyana francese. Essendo un distaccamento della federazione calcistica francese non è affiliata alla FIFA, ma solo alla CONCACAF dal 1964. Essa è responsabile della gestione del campionato di calcio e della nazionale di calcio del paese sudamericano.